# Епістемічна несправедливість
Епістемічна несправедливість (англ. «Epistemic Injustice») — несправедливість, яка виникає, коли становище людини як знавця не отримує жодного визнання через її соціальний статус.
Епістемологічна несправедливість включає несправедливе ставлення до знань і комунікативних практик, у якому голоси, досвід і проблеми маргіналізованих осіб, спільнот і суспільств не сприймаються серйозно. Епістемологічна несправедливість пов’язана з більш широкими структурами соціально-економічної нерівності та може навіть закріпити та посилити їх.

## Історія
Творчість Міранди Фрікер показала, як стереотипи, ієрархічні соціальні відносини та традиційні гендерні ролі впливають на те, як набуваються і поширюються знання та як сприймаються свідчення. Фрікер ввела термін «епістемічна несправедливість» на позначення тих форм несправедливості, які раніше рідко сприймалися всерйоз.

## Типи

### Свідкова несправедливість
Фрікер звернула увагу на явища «свідкової несправедливості»: коли свідчення не вважаються достовірними, тому що людина належить до групи, до якої ставляться з упередженням (наприклад, через стать, сексуальну або етнічну приналежність).

### Герменевтична несправедливість
І «герменевтичної несправедливості»: коли у людини немає інтерпретаційних ресурсів для осмислення аспектів власного досвіду через панівні припущення та значення.